# 救援生死線
《救援生死線》（英語：Asphalt City，前稱為）是一部2023年美國驚悚劇情片，改編自雪農·柏克的2008年同名小說；劇情講述菜鳥醫護員跟著老鳥一起駕車穿梭紐約市，看盡人間險惡。電影由尚-史蒂芬·蘇維禾執導，萊恩·金（Ryan King）和班·麥克·布朗（Ben Mac Brown）執筆劇本，西恩·潘、泰·謝里丹、凱薩琳·華特斯頓、麥可·彼特、麥克·泰森和拉奎爾·奈維（Raquel Nave）主演。電影2023年5月18日作為正式競賽片在第76屆坎城影展上首映，2024年3月29日在美國上映。

## 演員
- 西恩·潘飾演金·魯特科夫斯基（Gene Rutkovsky）[4]
- 泰·謝里丹飾演奧利·克羅斯（Ollie Cross）[5]
- 麥可·彼特[6]飾演拉方丹（Lafontaine）
- 凱薩琳·華特斯頓飾演南希（Nancy）[7]
- 麥克·泰森飾演巴勒斯局長（Chief Burroughs）[8]
- 拉奎爾·奈維（Raquel Nave）[9]飾演克拉拉（Clara）

## 製作
《亡命救護》改編自雪農·柏克的2008年同名小說。2018年12月，萊恩·金（Ryan King）編寫的電影劇本入選黑名單，這是一項針對當年最受歡迎但尚未製作劇本的年度調查。到了2019年2月，法國籍導演尚-史蒂芬·蘇維禾接聘執導電影，梅爾·吉勃遜和泰·謝里丹接洽片方，有望擔任主演。2021年2月，西恩·潘取代吉勃遜成為主角之一，开路影业獲得美國發行權。凱薩琳·華特斯頓、麥可·彼特、麥克·泰森和拉奎爾·奈維（Raquel Nave）被媒體宣布將在接下來的幾個月內出演電影。大衛·安加羅被聘來擔任攝影指導；電影2022年5月在紐約市開始主要拍攝。

## 發行
《亡命救護》2023年5月18日登上第76屆坎城影展舉行全球首映，角逐金棕櫚獎。最初原由開路影業獲得美國發行權，後由垂直娛樂與路邊景點獲得並排定2024年3月29日於美國上映。

## 反響
電影在爛番茄網站上基於15篇影評，新鮮度47%，平均得分5.2／10。在Metacritic網站上根據8篇影評，加權平均得分為41分（滿分100分），代表「評價好壞參半或一般」。
Screen Anarchy的艾瑞克·奧蒂茲·賈西亞（Eric Ortiz Garcia）認為：「發現其力量反映該職業固有的殘酷壓力……蘇維禾明確了他的使命：提高人們對那些完全不堪重負之護理人員的認識。這就是導演所實現的目標。」地鐵報的托里·布雷澤（Tori Brazier）認為：「《亡命救護》是一個殘酷的故事，不適合更敏感的影迷推薦觀賞，但其所傳遞的訊息和缺乏微妙之處確實擊中了要害。」
Deadline的皮特·哈蒙德（Pete Hammond）認為：「這部電影擁有勇敢的演員陣容和大衛·溫加羅（David Ungaro）的出色手持攝影風格，但它未能提供任何新意，並且重覆馬丁·史柯西斯的《穿梭鬼門關》（1999）中已經涵蓋的情節點。」衛報的彼得·布拉德肖對此表示同意並認為：“次許瑞德式”的“利用舊觀念進行消費”。並批評其缺乏女性護理人員的代表。IndieWire的大衛·埃利希（David Ehrlich）認為：「《亡命救護》在美國醫療保健系統崩潰的內部呈現出一種無情的黯淡景象，它假裝的誠實很快就變成了令人難以置信的東西。」

## 外部連結
- 互联网电影数据库（IMDb）上《救援生死線》的资料（英文）